# St. Jakob und Stephan (Ottershausen)

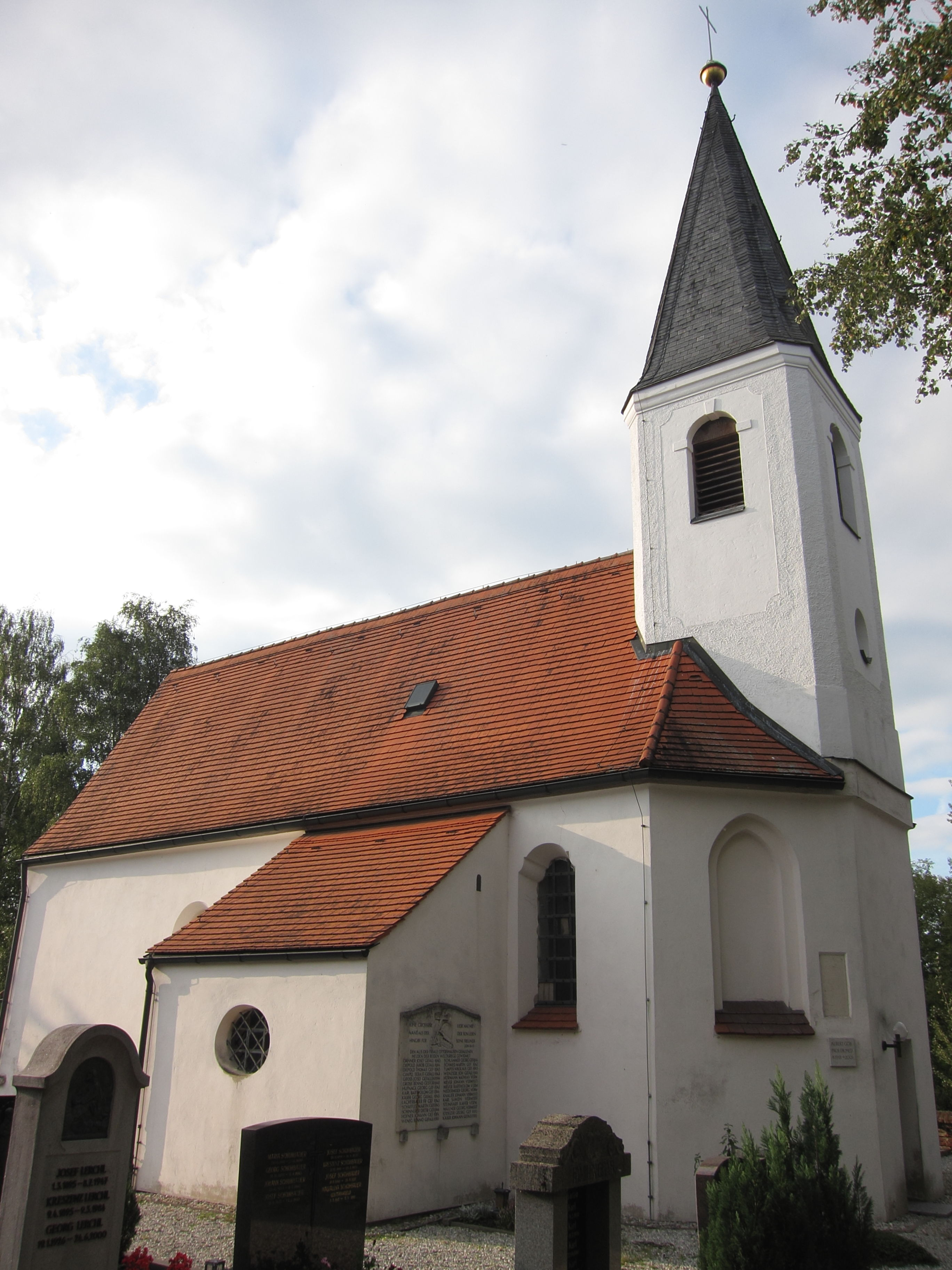
St. Jakob und Stephan in Ottershausen

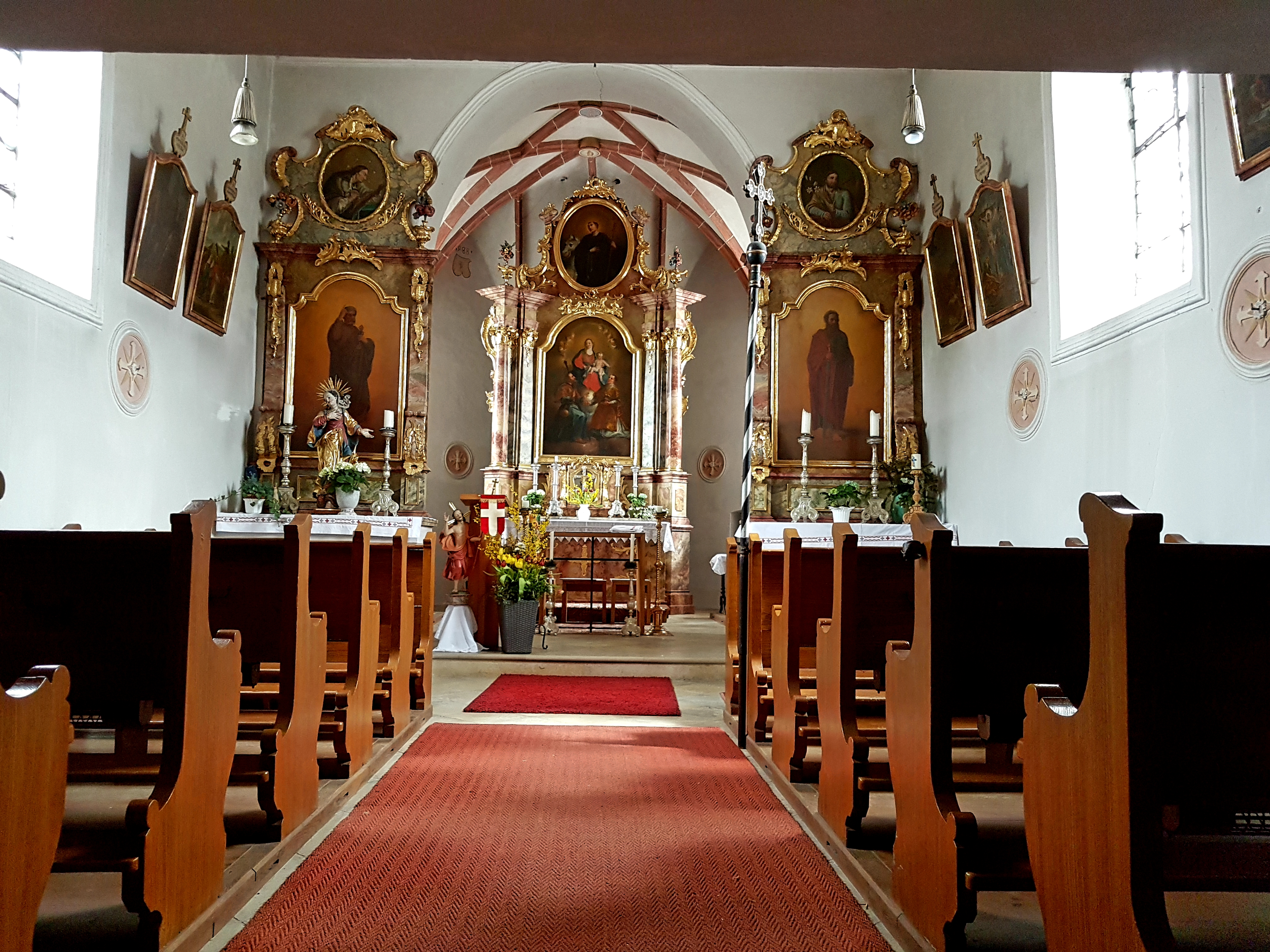
Innenraum

Die römisch-katholische Filialkirche St. Jakob und Stephan steht in Ottershausen, einem Gemeindeteil von Haimhausen im oberbayerischen Landkreis Dachau. Sie ist in der Liste der Baudenkmäler in Haimhausen unter der Nr. D-1-74-121-16 eingetragen. Die Kirche gehört zum Dekanat Dachau im Erzbistum München und Freising.

## Beschreibung
Ältester Teil der Kirche ist wahrscheinlich der gotische Chor mit Dreiachtelschluss, der im späten 15. Jahrhundert gebaut worden sein dürfte. Das zweiachsige barocke Langhaus als Saalbau wurde Mitte des 18. Jahrhunderts angebaut. Auf dem Chor sitzt der Kirchturm mit spitzem, schiefergedecktem Helm. In ihm hängen zwei Glocken. Die älteste wurde 1419 gegossen. Sie ist 40 kg schwer und hat einen Durchmesser von 50 cm. Die zweite Glocke goss Karl Czudnochowsky 1957 in Erding.
Der Hochaltar stammt wahrscheinlich aus der Zeit um 1730. Er hat ein Säulenretabel mit zwei Säulen außen und vier Pilastern innen, auf denen ein verhältnismäßig großer Altarauszug mit einem Ovalbild in verziertem Rahmen sitzt. Das zentrale Bild des Altars ist ein Ölgemälde. Es zeigt die Kirchenpatrone, den heiligen Jakobus den Älteren und den heiligen Stephanus zu Füßen der Gottesmutter Maria mit dem Jesuskind. Die Steine auf dem Buch in Stephanus‘ Hand deuten auf sein Martyrium hin. Jakobus ist mit Pilgerstab, Pilgerflasche und Muschelpailletten auf dem Mantel dargestellt, ein Hinweis auf die Wallfahrt nach Santiago de Compostela. Das Bild im Altarauszug zeigt den heiligen Leonhard mit Abtsstab, einer Kette und mit einem Pferd. Auf dem Altar gibt es keinen Tabernakel, sondern an seiner Stelle einen ähnlich aussehenden Figurenschrein mit einer Holzstatue von Jesus an der Geißelsäule.
Die um 1740 geschaffenen Seitenaltäre entsprechen im Stil dem Hochaltar und gehören auch in die frühe Rokokozeit. Sie sind den auf ihren Hauptbildern dargestellten Aposteln Petrus und Paulus gewidmet. Die beiden in Öl auf Holz gemalten Bilder entstanden allerdings erst 1903; es sind Werke des Münchener Kunstmalers Josef Andreas Sailer (?). Das Gemälde im Auszug des linken Altars soll wahrscheinlich den heiligen Johannes Nepomuk darstellen. Auf der Mensa steht eine kleine Marienfigur. Das Bild im Auszug des rechten Seitenaltars zeigt den heiligen Josef.
Die Kreuzwegbilder an den Wänden des Kirchenschiffs stammen aus dem Jahr 1782. Sie zeigen in vierzehn Stationen die Leidensgeschichte Jesu von der Verurteilung durch Pilatus bis hin zur Grablegung.
Eine Kanzel und eine Orgel hat die kleine Kirche nicht.